# Magyar szőlőfajták listája
A magyar szőlőfajták listája tartalmazza a magyar csemegeszőlőket, a magyar borszőlőket és az alanyszőlőket az alábbiak szerint:

## Csemegeszőlők
- Anita (hibrid)
- Attila (hibrid)
- Boglárka (hibrid)
- Cegléd szépe (hibrid)
- Csabagyöngye
- Eszter (hibrid)
- Ezeréves Magyarország emléke (hibrid)
- Éva
- Favorit (hibrid)
- Glória Hungariae
- Helikon szépe
- Irsai Olivér (hibrid)
- Izabella

- Kormint
- Kozma Pálné muskotály (hibrid)
- Kósa
- Lidi

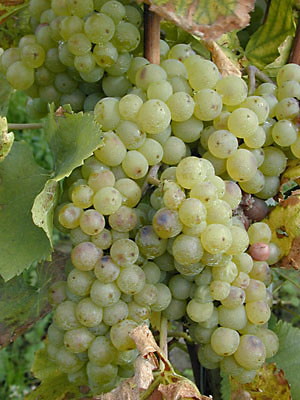
Fehér bogyójú saszla

- Mathiász Jánosné muskotály (hibrid)
- Narancsízű (hibrid)
- Néró (hibrid)
- Pannónia kincse (hibrid)
- Palatina augusztusi muskotály (hibrid)
- Pölöskei muskotály (hibrid)
- Sarolta
- Saszla
- Szőlőskertek királynője muskotály (hibrid)
- Teréz (hibrid)
- Zala gyöngye előfordul egybeírva Zalagyöngyeként is (hibrid)

## Borszőlők

### Fehérborszőlők
- Arany sárfehér (Izsáki sárfehér)
- Balafánt

- Balaton kincse (hibrid)
- Bálint
- Beregi sárfehér
- Bianca (hibrid)
- Budai zöld

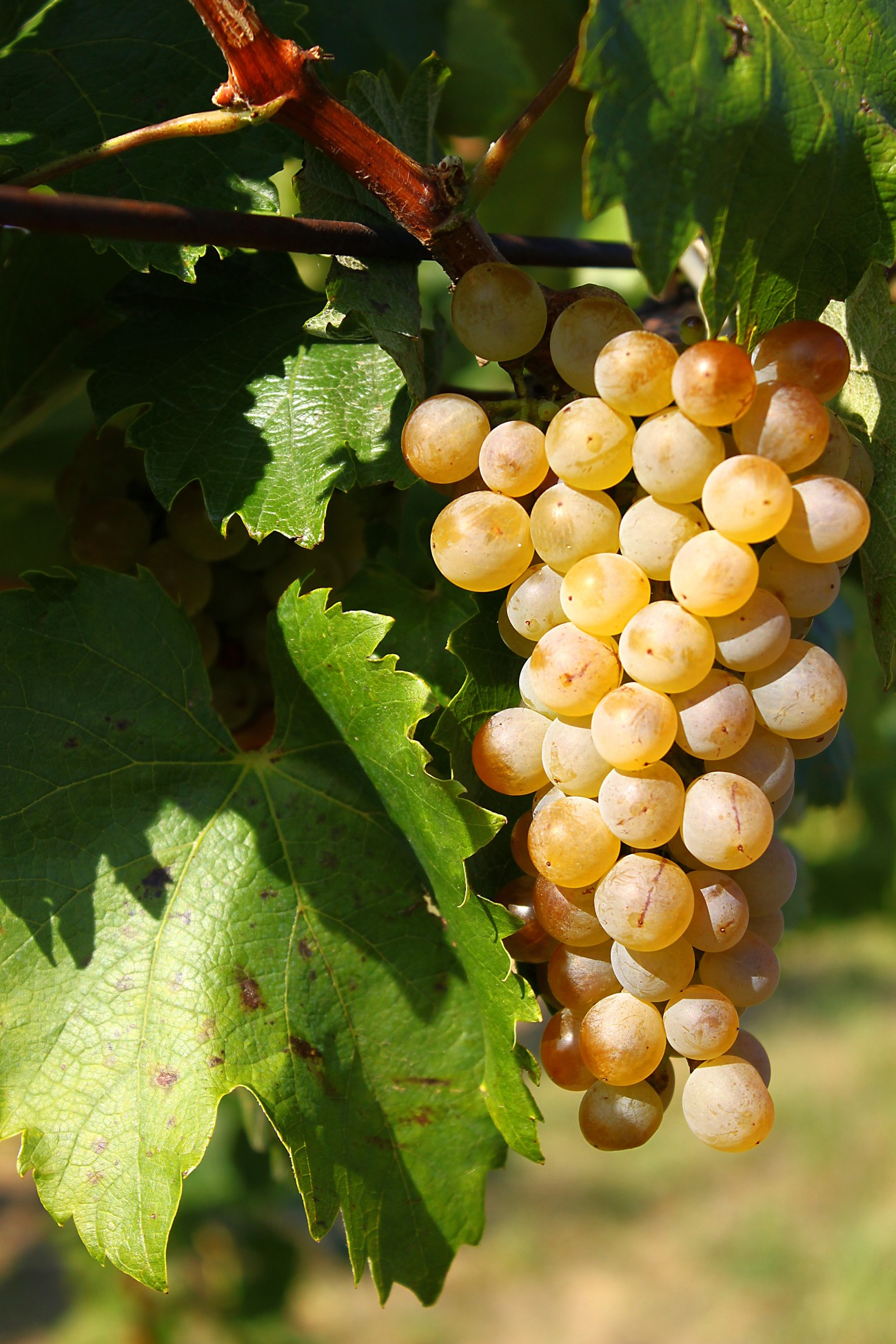
Furmint

- Cirfandli (nem magyar eredetű, magyar fajta)
- Cserszegi fűszeres (hibrid)
- Csillám (hibrid)
- Csomorika
- Ezerfürtű (hibrid)
- Ezerjó
- Fehér gohér
- Furmint
- Generosa (hibrid)
- Hamvas
- Hárslevelű
- Irsai Olivér (hibrid)
- Jubileum 75 (hibrid)
- Juhfark
- Karát (hibrid)
- Kéknyelű
- Királyleányka
- Kocsis Irma (hibrid)
- Kolontár
- Korona (hibrid)
- Kövérszőlő
- Kövidinka
- Kovácsi
- Kunleány (hibrid)
- Leányka
- Lisztes
- Mátrai muskotály (hibrid)
- Nektár (hibrid)
- Olaszrizling (idegen eredetű, magyar fajta)
- Pátria (hibrid)
- Pintes
- Piros bakator
- Piros szlanka (balkáni eredetű, magyar fajta)
- Pozsonyi fehér
- Rajnai rizling (német eredetű, magyar fajta)
- Rozália (hibrid)
- Sárfehér
- Szerémi zöld
- Viktória gyöngye (hibrid)
- Vörös dinka
- Zala gyöngye (hibrid)
- Zefír (hibrid)
- Zengő (hibrid)
- Zenit (hibrid)
- Zeus (hibrid)
- Zéta (hibrid)

### Vörösborszőlők

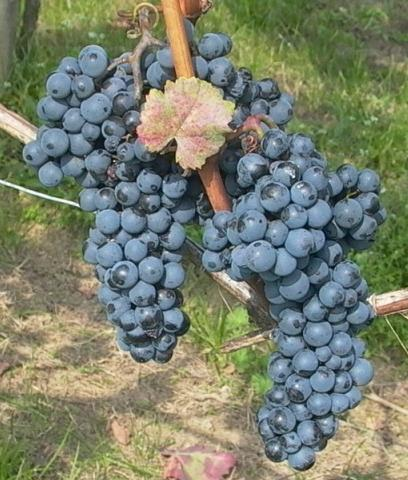
Kékfrankos

- Bíborkadarka (hibrid)
- Csókaszőlő
- Duna gyöngye (hibrid)
- Feketefájú bajor
- Feketefájú muskotály
- Hajnos kék
- Járdovány
- Kadarka
- Kármin (hibrid)
- Kék bajor
- Kékfrankos
- Laska
- Medina (hibrid)
- Kékoportó
- Purcsin
- Rubintos (hibrid)
- Tarcali kék
- Tihanyi kék
- Turán (hibrid)

## Alanyszőlők
- Berlandieri x Riparia Teleki
- Berlandieri x Riparia T. 5C